# Meliana
Meliana es un municipio de la Comunidad Valenciana, España, perteneciente a la provincia de Valencia, en la comarca de la Huerta Norte.

## Geografía

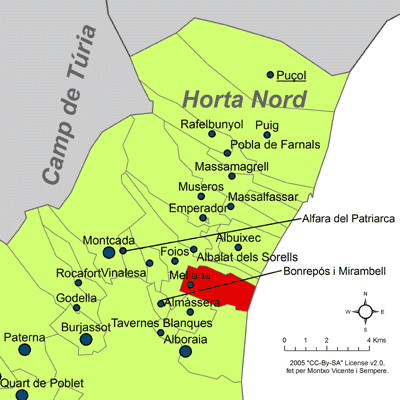
Localización en la comarca de la Huerta Norte

Situado cerca de la costa, al norte de la ciudad de Valencia y al este de la antigua carretera de Barcelona a Valencia. El término es alargado de este a oeste.
El relieve es completamente llano, formado por un rellano de sedimentos cuaternarios que han depositado las periódicas avenidas del barranco de Carraixet. A pesar de ser municipio costero, no existen marjales como sucede en los municipios situados más al norte. La fuente de San Antonio, que mana en el barrio de Roca, al noreste de la población, es el único accidente hidrográfico.
Se puede acceder a esta localidad a través de la línea 3 de Metro Valencia. Por carretera desde Valencia a través de la carretera CV-300, antigua N-340.

### Barrios y pedanías
El núcleo urbano de Meliana se encuentra al oeste del término municipal y ocupa una superficie de 75,70 ha. Otros dos núcleos urbanos que conviene tener en cuenta son: Roca (con 9,30 ha) y Nolla (con 4,80 ha).

### Localidades limítrofes
El término municipal de Meliana limita con las siguientes localidades:
Alboraya, Almácera, Foyos y Valencia, todas ellas de la provincia de Valencia.

## Historia
El único dato arqueológico que se conoce de este término es el hallazgo esporádico, en las proximidades de la población, de un hacha de piedra pulida, de difícil clasificación cultural y cronológica, de la que sólo se conoce el dato de que medía 12,5 cm de largo.
Los andalusíes, probables fundadores de la Meliana actual, llamaron a este pueblo "Miliana". El rey Jaime I conquistaría estas tierras en 1238 y del suceso de la batalla de Puig quedó memoria en Meliana con la erección de la ermita de la Misericordia, en cuya puerta existía un retablo de azulejos, trasladado posteriormente al nuevo ermitorio.
En 1646, casi medio siglo después de la expulsión de los moriscos, Meliana contaba con 90 casas (unos 450 habitantes). En 1794, según Cavanilles, tenía 250 casas y unos 1000 habitantes.
En 1862 el industrial Miguel Nolla Bruixet instaló una importante fábrica de mosaicos con técnica importada de Inglaterra.
Entre 1834 y 1885 sufrió varias veces la presencia del cólera.

## Demografía
Meliana cuenta con una población de 10 990 habitantes (INE 2024).
| Gráfica de evolución demográfica de Meliana entre 1842 y 2021                                                       |
| |
| Población de derecho según los censos de población del INE Población de hecho según los censos de población del INE |

## Economía
Los cultivos predominantes son las hortalizas (patatas, sandías, alcachofas, cebollas y tomates), chufas para hacer horchata y en menores proporciones: el tabaco, los agrios y algunos frutales. La huerta se riega con la Acequia Real de Moncada, que se deriva en tres acequias principales (brazos), denominados: De la Plaza, Xinxoler y Botifarra. Existen así mismo, varios pozos de riego.
A pesar de tener costa, Meliana no es un pueblo de pescadores. La actividad industrial supera en la actualidad a la agrícola, tanto por el valor de su producción como por la mano de obra.
La ubicación definitiva del polígono industrial de La Closa, ha permitido la instalación de pequeñas y medianas empresas que acentúan el crecimiento y ocupación de la población.
La actividad económica se completa con el comercio, un sector consolidado y en crecimiento, que ha hecho de algunas calles de Meliana un centro comercial, y que se dinamiza desde la Asociación de Comerciantes y Profesionales de Meliana (MAC). Destacan los 100 años de funcionamiento de la Cooperativa Eléctrica. Poco a poco, Meliana se ha consolidado como un pueblo de servicios, próximo a Valencia y bien comunicado.
Desde 1995 se celebra con gran éxito la FIMEL, feria Comercial y Agrícola de Meliana y de la Huerta Norte. La FIMEL convierte Meliana en un centro de referencia comercial de la comarca, donde se da a conocer una oferta comercial completa y de calidad.

## Administración y política
| Periodo   | Nombre                                                                                        | Partido           |
| --------- | --------------------------------------------------------------------------------------------- | ----------------- |
| 1979-1983 | Vicente Ferrer Cots                                                                           | APIM              |
| 1983-1987 | Cristóbal Casares Biot                                                                        | PSPV-PSOE         |
| 1987-1991 | Cristóbal Casares Biot                                                                        | PSPV-PSOE         |
| 1991-1995 | Frederic Molins Orts (1991-1993) Amparo Belmonte Burgos (1993-1995)                           | PSPV-PSOE         |
| 1995-1999 | Amparo Belmonte Burgos                                                                        | PSPV-PSOE         |
| 1999-2003 | Vicent Ahuir Cardells                                                                         | BLOC              |
| 2003-2007 | Blas Devís Roig (2003-2004) Antonio Marín Gómez (2004-2006) Vicent Ahuir Cardells (2006-2007) | PP PSPV-PSOE BLOC |
| 2007-2011 | Blas Devís Roig                                                                               | PP                |
| 2011-2015 | Blas Devís Roig (2011-2013) Pedro Cuesta Tobajas (2013-2015)                                  | PP                |
| 2015-2019 | Josep Antoni Riera Vicent                                                                     | Compromís         |
| 2019-2023 | Josep Antoni Riera Vicent                                                                     | Compromís         |
| 2023-act. | Trinidad Montañana Traver                                                                     | PP                |

## Patrimonio

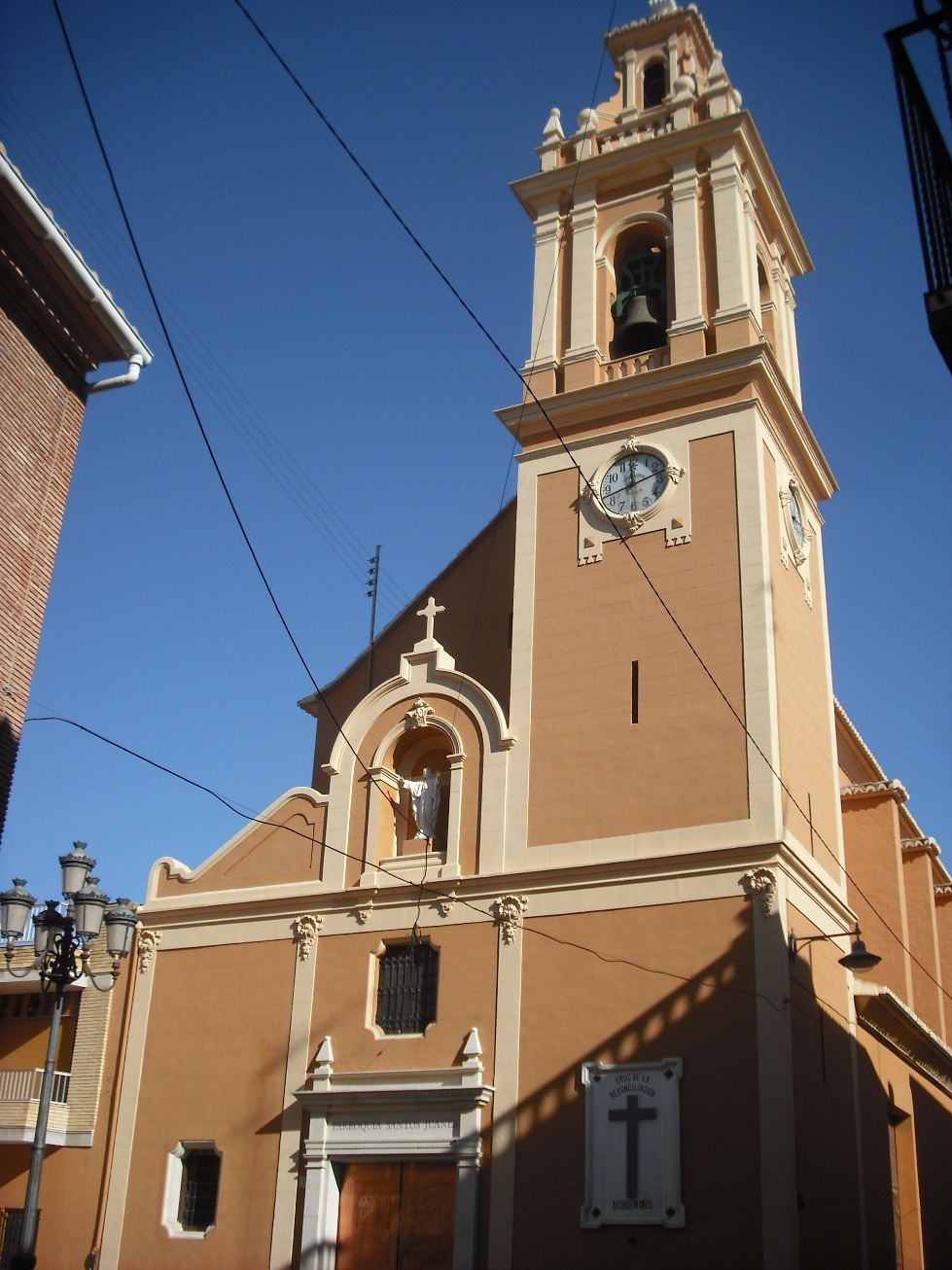
Iglesia de los Santos Juanes.

- Iglesia de los Santos Juanes (Meliana). 39°31′40″N 0°20′55″O / 39.527679, -0.348634 Fue construida a mediados del siglo XVII según los cánones renacentistas. En el siglo XVIII fue recubierta con elementos churriguerescos, destacando la serie de azulejos que recubren el zócalo.
- Palacio de Nolla. 39°31′14″N 0°20′37″O / 39.520545, -0.343559 También conocido como "Villa Ivonne" y "Palauet de Noia", es una mansión construida a finales del siglo XIX como vivienda de Miguel Nolla Bruixet, director de la fábrica Azulejos Nolla. Más tarde la habitó una familia francesa, de ahí su segunda denominación. Posteriormente, con la desaparición de la fábrica de Nolla y su substitución por la de Gardy fue usada de almacén. Finalmente pasó a ser propiedad del Ayuntamiento de Meliana.

Existen dos ermitas, una dedicada a la Virgen de la Misericordia 39°31′50″N 0°21′09″O / 39.530575, -0.352421 y otra al Cristo de la Providencia. En la primera se levantaba hasta finales del siglo pasado una cruz de término del siglo XV, después de muchos años de abandono, dicha cruz ha podido por fin ser restaurada. Ambas ermitas han sido remodelada entre los años noventa la del Cristo de la Providencia y recientemente entre 2004 y 2007 la de la Virgen de la Misericordia.

## Cultura
Por último, destacar la actividad cultural y asociativa de Meliana. En el aspecto cultural, la creación en 1989 del IMC (Institut Municipal de Cultura) permite una oferta cultural amplia (Teatro, plástica, literatura, investigación, música...) que tiene una aceptación comarcal importante. Además, cuenta con uno de los dos conservatorios de música de la comarca, aunque en estos últimos años fue vendido por el alcalde de Compromís a la Generalidad Valenciana.
Hay un alto grado de asociacionismo alrededor de grupos juveniles, las fallas, las peñas taurinas, los deportes y entidades de tipo social.
Se celebraba también la Hortanet LanParty, un evento informático y social, único en la comarca.
Todo ello, hace de Meliana un municipio acogedor, moderno, dinámico y participativo.
Meliana forma parte de la ruta denominada "La defensa del Sur" del Camino del Cid.

## Fiestas locales
- Fiestas Mayores. Celebra sus fiestas entre los días 11 y 14 de septiembre en honor a la Virgen de la Misericordia y al Cristo de la Providencia. Una semana antes se celebran las fiestas de "Moros y cristianos" en la que las comparsas moras y las cristianas desfilan por algunas calles de Meliana.

## Ciudades hermanadas
- Daira de Bojador, Campos de Refugiados de la RASD en Tinduf

## Accesos
La manera más sencilla de llegar desde la ciudad de Valencia es a través de la carretera CV-300.
Se puede acceder a esta localidad a través de la línea 3 de Metro Valencia.